# Anal Stench
Anal Stench ist eine polnische Death-Metal-Band aus Krakau, die im Jahr 2001 gegründet wurde, sich 2006 auflöste und seit 2012 wieder aktiv ist. Mitglieder der Band waren oder sind in anderen Bands wie Thy Disease, Decapitated, Crionics, Sceptic, Virgin Snatch und Serpentia aktiv.

## Geschichte
Die Band wurde im November 2001 gegründet. Es folgten die ersten lokalen Auftritte. Nachdem die Gruppe genügend Lieder entwickelt hatte, begab sie sich im März 2002 in das Jaro Home Studio, um das Demo Koprofag 997 aufzunehmen. Durch das Demo erreichte die Band im Oktober 2002 einen Vertrag bei Metal Mind Productions. Anfang 2003 begab sich die Band erneut ins Studio, um ihr Debütalbum aufzunehmen. Vor den Aufnahmen hatte Schlagzeuger Krystian „Pinocchio“ Iwaszko die Band verlassen und wurde durch Maciej „Alizee666“ Kowalski ersetzt. Nachdem das Album unter dem Namen Stench Like Six Daemons veröffentlicht worden war, folgten diverse Auftritte, unter anderem auf dem Metalmania 2003 und zusammen mit Cannibal Corpse in Katowice. 2004 änderte sich die Besetzung der Band erneut: Gitarrist Michał „War-A.N“ Skotniczny und Schlagzeuger Kowalski wurden durch Grzegorz „Grysik“ Bryła und Jakub „Cloud“ Chmura ersetzt. Als Bassist kam Futrzak zur Besetzung. Außerdem verließ Sänger Michał „Psycho“ Senajko die Band und wurde durch Łukasz „Zielony“ Zieliński ersetzt, während Wojciech „Pig“ Wąsowicz als weiterer Sänger hinzu kam. Gegen Ende des Jahres begab sich die Band erneut in das Jaro Home Studio. Nachdem die Band einen Vertrag bei Empire Records unterzeichnet hatte, erschien hierüber das Album Red Revolution. 2006 gab die Band die Arbeiten an ihrem nächsten Album Harem Crischna bekannt. Die Band bestand hierbei aus den Sängern Zieliński, Senajko und Sebastian „Syrus“ Syroczyński, den Gitarristen Dariusz „Yanuary“ Styczeń und Bryła, dem Bassisten Futrzak, dem Keyboarder Wacław „Vac-V“ Borowiec und dem Schlagzeuger Chmura. Die Band löste sich jedoch noch im selben Jahr auf, ohne das Album veröffentlicht zu haben. Seit dem Jahr 2012 ist die Band wieder aktiv.

## Stil
Laut Anzo Sadoni vom Metal Hammer spiele die Band auf Stench Like Six Demons klassischen Death Metal, vergleichbar mit den Werken von Gruppen wie Morbid Angel, Hypocrisy, Vader und Cannibal Corpse. Die Texte sowie die gelegentlich eingesetzten Samples seien jedoch sinnlos.

## Diskografie
- 2002: Koprofag 997 (Demo, Eigenveröffentlichung)
- 2003: Stench Like Six Demons (Album, Metal Mind Productions)
- 2004: Red Revolution (Album, Empire Records)